# Bisdom La Ceiba
Het bisdom La Ceiba (Latijn: Dioecesis Ceibensis) is een rooms-katholiek bisdom met als zetel La Ceiba, in Honduras. Het bisdom is suffragaan aan het aartsbisdom San Pedro Sula. 

## Geschiedenis
Het bisdom werd opgericht op 30 december 2011, uit delen van het bisdom San Pedro Sula, en was suffragaan aan het aartsbisdom Tegucigalpa. Op 26 januari 2023 veranderde het van kerkprovincie en werd suffragaan aan het nieuw verheven aartsbisdom San Pedro Sula. 

## Parochies
Het bisdom had in 2021 een oppervlakte van 4.251 km2 en telde 545.360 inwoners waarvan 74,8% rooms-katholiek was.

## Bisschoppen
- Michael Lenihan (30 december 2011 - 26 januari 2023)
- sedisvacatie